# Menonvillea constitutionis
Menonvillea constitutionis är en korsblommig växtart som först beskrevs av Federico Philippi och Rodolfo Amando Philippi, och fick sitt nu gällande namn av Reed Clark Rollins. Menonvillea constitutionis ingår i släktet Menonvillea och familjen korsblommiga växter. Inga underarter finns listade i Catalogue of Life.